# Ciro y yo
Ciro y yo es una película documental colombiana dirigida y escrita por Miguel Salazar. Fue estrenada el 25 de enero de 2018. Relata la historia de Ciro Galindo, un campesino colombiano que toda su vida ha tenido que huir de la violencia.

## Sinopsis
Ciro Galindo es un campesino colombiano nacido a comienzos de la década de 1950. Durante toda su vida ha sido perseguido por la guerra y la desolación. Como muchos colombianos, Ciro es un sobreviviente que ha huido de la guerra por casi seis décadas, y lo único que anhela es poder vivir sus últimos años en paz.

## Recepción
El documental ha recibido reseñas positivas por parte de la crítica especializada. André Didyme de Rolling Stone Colombia afirmó que Ciro y yo es "una obra dura, sensible y que logra conmover". Samuel Castro del diario El Colombiano alabó el trabajo del director, afirmando que "Salazar alcanza aquí ese difícil equilibrio entre la confesión íntima e impúdica y el relato sincero y honesto que necesita un documentalista cuando relata algo que lo toca personalmente".